# Piers Courage
Piers Courage, (născut 27 mai 1942 - decedat 21 iunie 1970), a fost un pilot de Formula 1.
1. 1 2 3 4  Piers Courage (în engleză), The Times, 22 iunie 1970, p. 12
2. ↑  Piers Raymond Courage, The Peerage
3. ↑  Briton dies in race crash (în engleză), The Times, 22 iunie 1970, p. 5
4. 1 2 3 4  The Peerage